# Семенные папоротники
Семенны́е па́поротники, или птеридоспе́рмы (лат. Pteridospermatophyta), — таксон вымерших палеозойских и мезозойских голосеменных растений. Они имеют важное стратиграфическое и биогеографическое значение. Многие представители этой группы являются руководящими формами для установления геологического возраста и корреляции вмещающих отложений.

## Систематика
Раньше, когда голосеменные растения рассматривались в ранге отдела, птеридоспермы рассматривались в ранге класса.
После признания голосеменных парафилетической группой семенные папоротники, как и другие бывшие классы голосеменных — гинкговидные, гнетовидные, саговниковидные и хвойные — рассматриваются в ранге отдела.

## Описание
Семенные папоротники, в отличие от современных папоротников, размножались не спорами, а семенами. Представляют собой промежуточный этап эволюции между папоротниками и саговниками (похожими на современные пальмы), с которыми птеридоспермы находятся в тесном родстве.
Листья расчленены. Микроспорофиллы — с краевыми микроспорангиями, мегаспорофиллы — с семязачатками.

## Палеоботаника

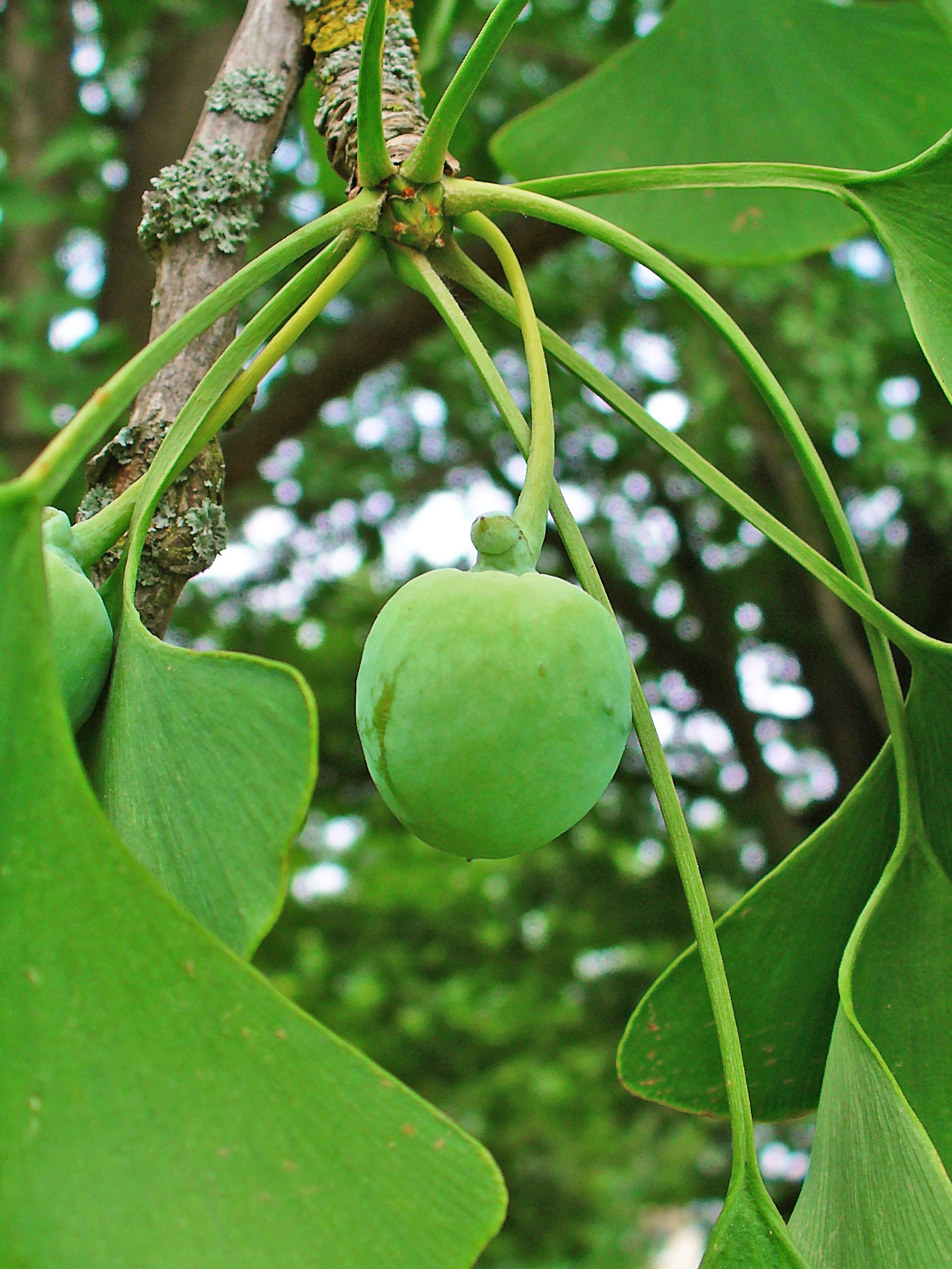
Гинкго

Птеридоспермы — группы вымерших палеозойских и мезозойских растений.
С тех пор как Оливер и Скотт открыли семена на вайях, имеющих папоротниковидный облик, количество растений, отнесённых к «семенным папоротникам», стало быстро расти. При этом исследователи часто относили тот или иной род к птеридоспермам только по той причине, что не находили на листьях спорангиев.
С. В. Мейен называл гинкго современным птеридоспермом.
Древнейшие окаменелости семенных папоротников Corystospermales известны из отложений формации Умм-Ирна лопинского отдела пермского периода (от 299 млн до 252 млн лет назад) палеозойской эры, залегающих на территории Иордании вдоль восточного берега Мёртвого моря.